# Aviaco
Aviaco (acrónimo de Aviación y Comercio, S. A.) fue una aerolínea española fundada el 18 de febrero de 1948 al ser promulgada una ley que rompía el monopolio en el sector aeronáutico español que hasta ese momento ostentaba la compañía Iberia. Posteriormente fue nacionalizada y pasó a depender de Iberia, hasta que finalmente fue absorbida por esta en 1999.

## Historia
La compañía se constituyó el 18 de febrero de 1948, con sede en el N.º 1 de la plaza Venezuela de Bilbao y un capital social de 100 millones de pesetas. Su primer presidente, Elías Ugartechea Isusi poseía desde diciembre de 1946 permisos para realizar servicios aéreos nacionales no regulares, que transfirió a la nueva compañía. Fue también cofundador de Aviaco el burgalés afincado en Bilbao Julio Alegría Caamaño, piloto y empresario que tuvo varias empresas ligadas al mundo de la aviación aparte de AVIACO como TAE, ALPA o TAVASA.
El 1 de mayo de 1948 Aviaco recibió sus primeros aviones, tres Bristol 170 Freighter Mk 21, con los que inició operaciones desde Bilbao a Madrid y Barcelona. En 1949 Aviaco establece su base de operaciones en el Aeropuerto de Madrid-Barajas, inicia rutas con Canarias, Alicante y Badajoz y además ingresa en la IATA.
En 1950 se nombra presidente a José Pazó Montes, se añaden 10 aviones Sud-Est SE.161 Languedoc y se crean las rutas Madrid-Sevilla-Jerez, Madrid-Lugo-Santiago de Compostela, Madrid-Alicante-Orán y Barcelona-Bruselas-Ámsterdam. En 1951 inicia las rutas de la cornisa cantábrica, cubriendo inicialmente la correspondencia Madrid-Lugo-Santiago de Compostela-Bilbao-Zaragoza-Barcelona, que posteriormente se dividiría en varias subrutas, y además creó la ruta Bilbao-Burdeos y Madrid-Vitoria.
Durante los años 50 Aviaco crea rutas desde Madrid a los aeropuertos de nueva creación de Granada, San Sebastián, Asturias y Santander. Para cubrir toda esta demanda de rutas añadió a su flota de Havilland DH.114 Heron, Fokker F-27 y Convair 440 Metropolitan. Aviaco se convirtió así en la clave para la creación de líneas aéreas con los nuevos aeropuertos que se construían en España. En 1954 el Instituto Nacional de Industria compra la mitad más una de las acciones de la compañía, integrándose al año siguiente todo el personal en el Montepío de Loreto. En 1959, Aviaco pasó a ser filial de Iberia, pasando a ser su director Emilio Gil Cacho.
En 1960 se opera conjuntamente con Sabena un Sud Aviation Caravelle siendo la primera aerolínea española en volar reactores. En el año 1971 se nombra presidente de Aviaco a Tomás Maestre Aznar, mientras que Joaquín Abril Martorell es nombrado director gerente. En el 73 el INI adquiere el 67% del capital, nombrando a Fernando Liñán presidente de Aviaco. En el año 1975 Aviaco contaba con 27 aviones (6 DC-8, 4 Caravelle, 12 DC-9, y 5 Fokker F-27). En el 76, Manuel Ortiz es nombrado presidente, sustituido el 7 de noviembre de 1978 por Felipe Cons, que a su vez es sustituido en 1980 por Lorenzo Olarte, que a su vez lo fue en 1982 por Carlos Espinosa de los Monteros.
En los años 1980 Aviaco se dedicó a realizar vuelos chárter (los cuales dejó de efectuar desde la creación de VIVA Air en 1988) y a efectuar vuelos regulares nacionales a aeropuertos secundarios y operaciones de tercer nivel con Fokker 27 (especialmente en las líneas interinsulares de Canarias y Baleares), mientras que Iberia servía las rutas nacionales principales y los destinos internacionales. Iberia se hizo cargo de todos los servicios de Aviaco, administrativos, comerciales y técnicos. Esta fue considerada la época dorada de la compañía, alcanzando los 3000 empleados.
En mayo de 1990 un avión de DC-9 de Aviaco con matrícula EC-CLE tuvo un accidente de los más relevantes de España, en un complicado aterrizaje en el aeropuerto de Vigo. El accidente se conoce como el accidente de Peinador. Hubo 62 heridos, 3 de gravedad, y ningún fallecimiento.
A finales de los años 90 Iberia llevó a cabo una reorganización de su grupo con la intención de privatizarse. Aviaco comenzó a operar conjuntamente sus vuelos con Iberia implementando el código compartido IB/AO desde 1997. Tras una serie de huelgas de la plantilla a comienzos de 1999, y negociaciones empresariales y sindicales, Aviaco desapareció como marca comercial el 1 de septiembre de 1999 siendo repintados todos sus aviones a los colores de Iberia. En el momento de su desaparición la compañía estaba dirigida por Ángel Mullor, contaba con 1.500 empleados incluyendo 330 pilotos, y registró un beneficio de 3.600 millones de pesetas en el ejercicio de 1998.

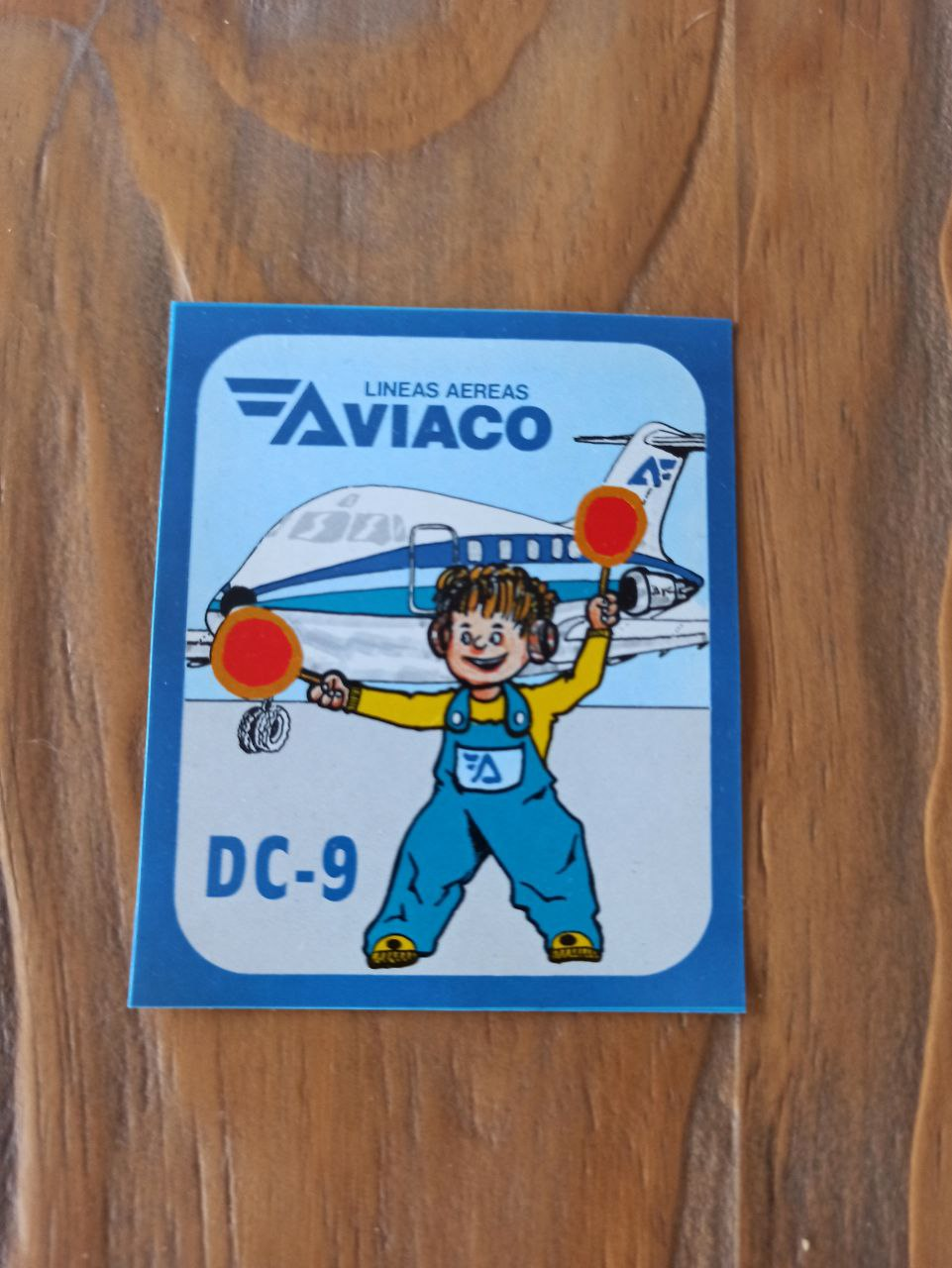
Pegatina infantil de los DC-9 de Aviaco

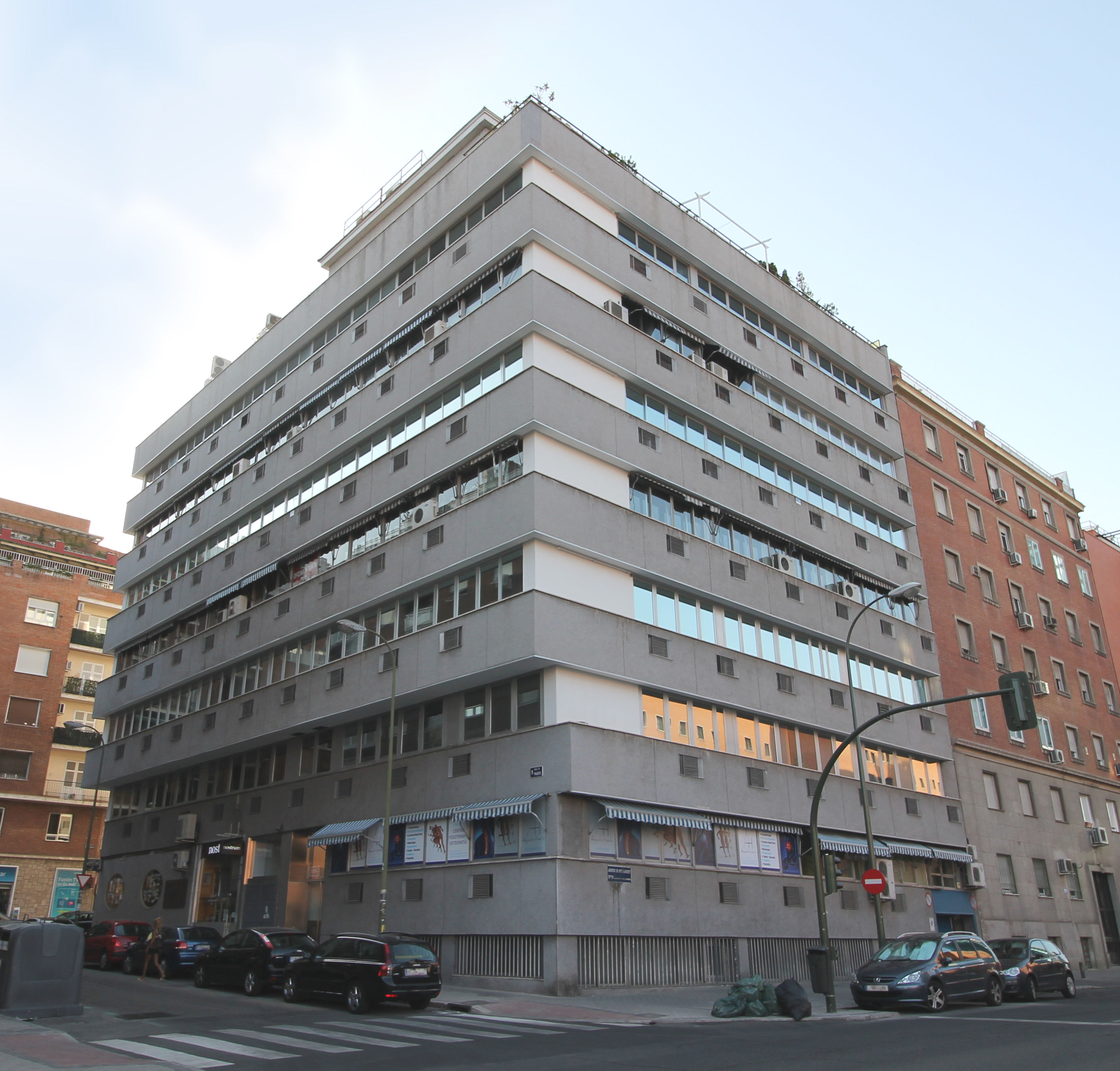
Antigua sede de Aviaco

## Flota histórica

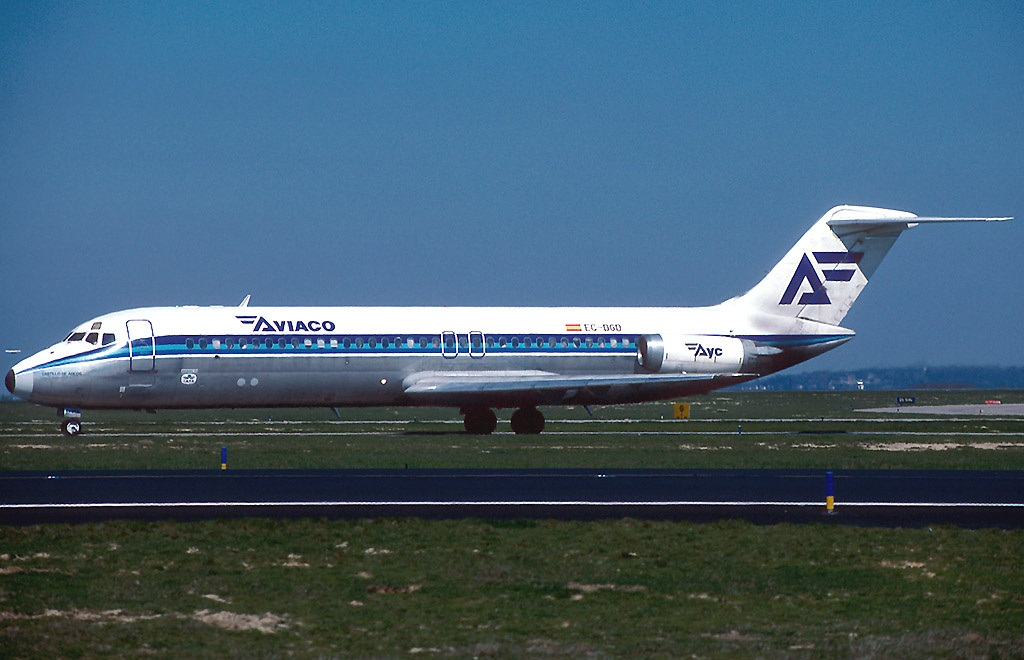
Un McDonnell Douglas DC-9 de Aviaco en marzo de 1997.

| Aeronave                            | Número | Introducido | Retirado | Matrículas |
| ----------------------------------- | ------ | ----------- | -------- | --- |
| Aviation Traders Carvair            | 1      | 1964        | 1969     | EC-AXI (EC-AEP antes de la conversión a carguero) |
| Bloch MB161 Languedoc               | 10     | 1952        | 1961     | EC-ANP, EC-ENQ, EC-AGU, EC-AKV, EC-ANR, EC-AHT, EC-AGV, EC-ANS, EC-AMH y EC-AGV |
| Bristol 170 Freighter               | 11     | 1948        | 1965     | EC-AES, EC-ADI, EC-ADH, EC-ADK, EC-ADI, EC-AEH, EC-AEG, EC-AHN, EC-AHO, EC-AHJ y EC-AHK |
| Convair CV-440                      | 3      | 1962        | 1972     | EC-APV, EC-ARQ y EC-ATF |
| De Havilland DH-114 Heron           | 6      | 1957        | 1964     | EC-ANJ, EC-ANZ, EC-AOA, EC-AOB, EC-AOC y EC-AOF |
| Douglas DC-3/C-47                   | 6      | 1953        | 1969     | EC-ASK, EC-ASE, EC-ASF, EC-ASG, EC-ASH y EC-ASL |
| Douglas DC-4                        | 4      | 1962        | 1979     | EC-AEP, EC-ACE, EC-ACF y EC-AEK |
| Douglas DC-6                        | 3      | 1961        | 1965     | EC-ASR, EC-ASS y OO-CTI |
| Douglas DC-8                        | 14     | 1972        | 1987     | EC-ARA, EC-ARB, EC-ARC, EC-AUM, EC-ATP, EC-ASN, EC-CQM, EC-DBE, EC-DEM, EC-BMY, EC-DZC, EC-BQS, EC-BSD y EC-BSE                                                                                         |
| Fokker F27 Friendship               | 17     | 1969        | 1994     | EC-BNJ, EC-BFV, EC-BPJ, EC-BRN, EC-BPK, EC-EHG, EC-BMS, EC-BMT, EC-BOA, EC-BOB, EC-BOC, EC-CAU, EC-DBM, EC-DBN, EC-DSH, EC-DSS y EC-DSP                                                                 |
| Lockheed L-1049 Super Constellation | 1      | 1963        | 1963     | EC-AMQ |
| McDonnell Douglas DC-9              | 25     | 1974        | 1999     | EC-BIH, EC-BIK, EC-BIO, EC-BIP, EC-BIQ, EC-BIR, EC-ECU, EC-BIS, EC-BIT, EC-BIU, EC-BPH, EC-BYI, EC-BQY, EC-BYJ, EC-BYE, EC-BYD, EC-BYF, EC-BYG, EC-BYH, EC-DQT, EC-CGN, EC-CGO, EC-CGP, EC-CGQ y EC-CGR |
| McDonnell Douglas MD-80             | 18     | 1989        | 1999     | EC-EMT, EC-EUF, EC-EIK, EC-EUZ, EC-EVU, EC-FGM, EC-FGH, EC-FIG, EC-FIH, EC-FJE, EC-FLN, EC-FLK, EC-FND, EC-FOG, EC-FOF, EC-FOZ, EC-FPD y EC-FJP                                                         |
| Sud Aviation Caravelle              | 11     | 1973        | 1980     | EC-ARI, EC-ARK, EC-AXU, EC-ATX, EC-CAE, EC-AYD, EC-BIB, EC-BIC, EC-BID, EC-BIE y EC-BIF |
| Vickers Viscount                    | 1      | 1965        | 1965     | EC-AZK |